# Meerwasserentsalzungsanlage Mossel Bay
Die Meerwasserentsalzungsanlage Mossel Bay (englisch Mossel Bay seawater desalination plant) dient der Trinkwasserversorgung des Gemeindegebietes von Mossel Bay an der südafrikanischen Küste des Indischen Ozeans und dem Prozesswasserbedarf von PetroSA. Sie ist im Bereich der Trinkwassergewinnung die größte Meerwasserentsalzungsanlage des Landes. Im Jahr 2011 nahm sie den Betrieb auf.
Das Projekt hatte zur Errichtung ein Budget in Höhe von 210 Millionen Rand, die finalen Kosten wurden mit 194,9 Millionen Rand angegeben.

## Betrieb
Wegen ihrer hohen Unterhaltungskosten von 200.000 Rand pro Monat wird die Anlage nicht kontinuierlich betrieben. Die Trinkwassererzeugung auf Basis dieser Technologie ist mit hohen Energiekosten verbunden, was in diesem Fall 50 % der betrieblichen Gesamtaufwendungen ausmacht.
Die Entsalzungsanlage besitzt eine tägliche Produktionskapazität zur Lieferung von 10 Megaliter (10.000 m³) Trinkwasser für die Mossel Bay Local Municipality und 5 Megaliter (5000 m³) Nutzwasser für PetroSA.
Hauptabnehmer sind die Einwohner der Region sowie der petrochemische Produktionsstandort von PetroSA, zugleich der größte Arbeitgeber in der Gemeinde.

## Technologie
Nach der Entnahme aus dem Meer muss das Wasser von makroskopischer Schwebefracht gereinigt werden, wie Sandkörner, Seetang und Schalentrümmer von Meerestieren. Für die Aufwendungen im Reinigungsprozess sind die geologischen Umfeldbedingungen und die Wasserqualität der Ressource entscheidend. Idealerweise sind konstante Werte des Salzgehaltes, geringe Temperaturschwankungen und ein niedriger pH-Wert von Vorteil. Bei der Rohwasserbehandlung müssen auch Algen entfernt werden. Das Rohwasser wird mittels Einblasen von Luft und Zentrifugentrennung gereinigt. Die eigentliche Entsalzung erfolgt durch eine Umkehrosmose. Danach erhält das Wasser eine Nachbehandlung mit Kohlendioxid und Calciumhydrogencarbonat, bei der unter kontrollierten Bedingungen ein erwünschter Salzgehalt mit definierter Konzentration sowie der pH-Wert eingestellt wird. Diese Maßnahme dient der Verringerung nachteiliger korrosiver Wirkungen in den Leitungen bis zum Endabnehmer.
Als Betreiber der Meerwasserentsalzungsanlage Mossel Bay wurde die in Johannesburg ansässige Veolia Water Technologies (später in Veolia Services Southern Africa umbenannt) beauftragt. Sie ist ein Tochterunternehmen der französischen Veolia Environnement S.A. Das Unternehmen ist mit der RO-Technologie (RO für Reverse Osmosis = Umkehrosmose) weltweit führend. In Südafrika werden durch Veolia 7 Entsalzungsanlagen auf Basis dieser Technologie betrieben, Mossel Bay ist davon die größte.

## Geschichte
Die Initiative zu diesem Projekt ging vom südafrikanischen Erdölkonzern PetroSA aus. Das Unternehmen stellt in Mossel Bay aus Erdgas über ein Syntheseverfahren Treibstoffe her. Für diesen Prozess wird Wasserdampf benötigt, der bislang mit Wasser aus dem nahen Wolwedans Dam erzeugt wurde. Dieser Staudamm versorgt auch die Gemeinde mit Trinkwasser. In Folge der über Jahre anhaltend geringen Niederschlagsmengen im südlichen Afrika kam es auch hier über mehrere Jahre zu einem niedrigen Wasserstand im Staudamm. Im Mai 2010 lag das verfügbare Stauvolumen bei 12,5 % und für den folgenden Oktober war das Austrocknen des Stausees vorhergesagt. In der damaligen Eden District Municipality, wozu auch Mossel Bay gehörte, hatte die Trockenheit bereits ein solches Ausmaß erreicht, dass der Katastrophenfall ausgerufen werden musste. PetroSA wendete damals unter diesen Rahmenbedingungen 22,5 Millionen Rand für den Bau einer Abwasseraufbereitungsanlage auf, die von der Gemeinde Mossel Bay betrieben wird.
Diese sich abzeichnende Verknappung für Wasser veranlasste jedoch PetroSA frühzeitiger als ursprünglich vorgesehen, erforderliche Vorkehrungen für eine sichere Wasserversorgungsalternative in die Wege zu leiten. Dabei fiel die Wahl auf eine Meerwasserentsalzungsanlage, deren Bau erst für 2014 vorgesehen war. Innerhalb der Projektplanung leistete PetroSA eine anteilige Investition in Höhe von 80 Millionen Rand. Die Gesamtfinanzierung zum Bau der Anlage lag in der Verantwortung von drei Partnern, dem südafrikanischen Finanzministerium, der PetroSA und der Gemeinde Mossel Bay. Mit diesem Vorhaben war eine Produktionskapazität von 200.000 Litern pro Stunde bzw. rund 5 Megaliter (5000 m³) pro Tag veranschlagt. Als Zeitpunkt der Inbetriebnahme war der November 2010 vorgesehen. Die Anlage wurde nahe dem Logistikzentrum von PetroSA und im Stadtteil Voorbaai unweit des Hafens von Mossel Bay errichtet.